# Rue Piet-Mondrian
La rue Piet-Mondrian est une voie du 15e arrondissement de Paris, en France.

## Situation et accès
La rue Piet-Mondrian est une voie  située dans le 15e arrondissement de Paris. Elle débute au 20, rue Sébastien-Mercier et se termine au 1, place de la Montagne-du-Goulet.

## Origine du nom

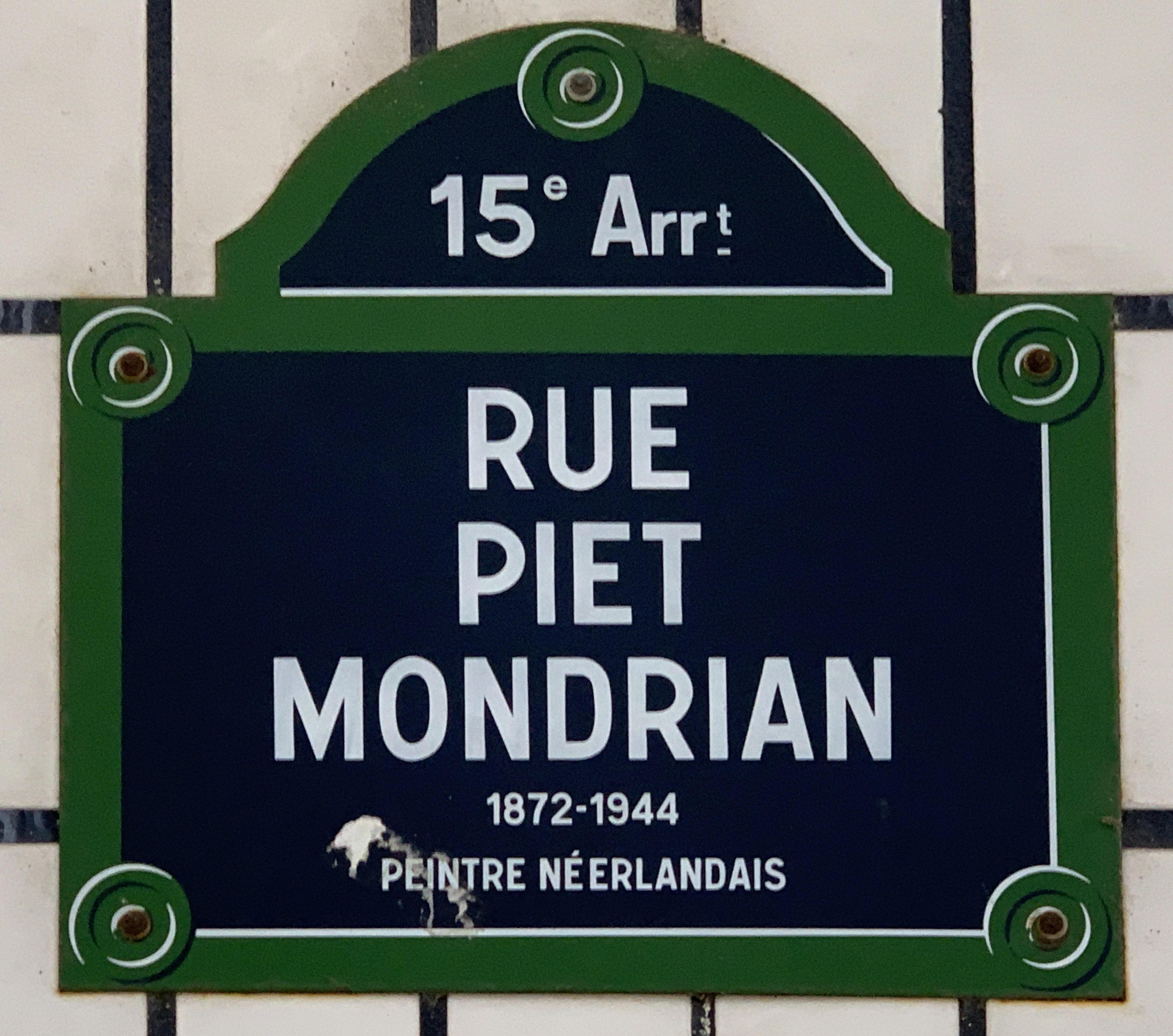
Plaque de la rue.

Elle porte le nom du peintre Piet Mondrian (1872-1944).

## Historique
La voie est créée dans le cadre de l'aménagement de la ZAC Citroën-Cévennes sous le nom provisoire de « voie AR/15 » et prend sa dénomination actuelle le 21 décembre 1987.